# Raout Pacha
Pour plus de détails, voir Fiche technique et Distribution.
Raout Pacha est un court-métrage français réalisé par Aurélie Reinhorn et sorti en 2020.

## Synopsis
Varec, être instable condamné à des travaux d'intérêt général, rencontre le fantasque Clint qu’il initie aux joies du travail forcé. Non loin de là, Jo se débat parmi les musiques d’attente téléphonique de l’administration française. Sur un air de chorale disco-punk, trois anti-héros ont des doutes sur la notion de travail.

## Production
Raout Pacha, a été tourné en Normandie, notamment à Veules-Les-Roses dans le cadre du Festival Situ et sur la plage de Sainte-Marguerite-sur-Mer.

## Fiche technique
- Titre : Raout Pacha
- Réalisation : Aurélie Reinhorn
- Scénario : Aurélie Reinhorn
- Assistante à la réalisation : Valentine Vittoz
- Directeur de la photo : Jérémy Carteron
- Son : Clément Lemariey
- Montage son : Émilie Mauguet
- Mixage : Clément Lemariey
- Montage : Magali Chanay
- Chef maquilleuse : Cécile Krestchmar
- Costumes : Marie La Rocca
- Musique préexistante : Divine
- Productrice : Hannah Taïeb
- Société de production : Les Quatre Cents Films[4]
- Pays :  France
- Durée : 28 minutes
- Date de sortie : France - 1er février 2020

## Distribution
- Margot Alexandre : Jo
- Adrien Guiraud : Varec
- Matthias Hejnar : Clint

## Festivals et récompenses
- Festival International du court métrage de Clermont-Ferrand 2020 : Prix du Rire Fernand Raynaud ; Prix Canal+
- Festival du Film court en Plein air de Grenoble 2020
- Festival International du Film de Nancy 2020 : Prix de la sélection Française
- Brussels Short Film Festival 2020
- Festival du Film Grolandais 2020
- FILMETS Badalona Film Festival 2020
- Festival International du court métrage de Dijon 2020 : Grand Prix - Compétition Francophone "Humour & Comédie"